# Каменари (Черногория)
Каменари — населенный пункт в Черногории, расположен в проливе Вериге — самом узком месте Которского залива. Это место известно путешественникам многие века. Когда-то здесь находился пограничный пункт между Венецианской республикой и Османской империей — город процветал, у него был свой собственный флот, несколько гостиниц и даже театр. Жизнь в Каменари бурлила и днем и ночью.
Ещё большую известность небольшому городку принесли древние каменоломни, в которых испокон веков добывали редкий красно-розовый камень, из которого построены не только храмы Котора, но и множество сооружений в Венеции и даже некоторые здания ООН в Нью-Йорке.
Славу своему городу неизменно приносили его жители. Здесь родились многие знаменитые дипломаты, капитаны, врачи. Один из самых известных горожан — профессор Симо Милошевич, который основал крупнейший средиземноморский центр курортной медицины, построенный на целебных грязях неподалёку от Херцег-Нови.